# Lussat, Creuse
Lussat este o comună în departamentul Creuse din centrul Franței. În 2009 avea o populație de 448 de locuitori.

## Evoluția populației
| An        | 1975 | 1982 | 1990 | 1999 | 2006 | 2009 |
| --------- | ---- | ---- | ---- | ---- | ---- | ---- |
| Populație | 525  | 520  | 486  | 428  | 444  | 448  |